# Kazantip

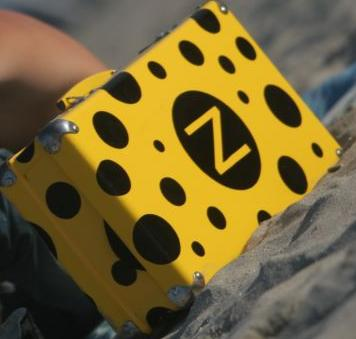
Het gele koffertje is een symbool van KaZantip

Kazantip (Oekraïens: Казантип) of kaZantip (Oekraïens: КаZантип) (ook wel afgekort tot Z, aangevuld met het nummer van de editie) is een van oorsprong Oekraïens festival met elektronische muziek bij het plaatsje Popovka op de Krim, aan de kust van de Zwarte Zee. Het festival begon rond 1991 als een kleinschalig surffeest en groeide uit tot een evenement dat ruim twee weken duurt en 150.000 bezoekers trekt. De eerste edities werden gehouden bij de onafgebouwde Kerncentrale Krim.
Op kaZantip draaien jaarlijks ruim 300 dj's uit onder andere Rusland, Oekraïne en West-Europa. In 2010 maakte het BNN-programma Spuiten en Slikken een reportage over kaZantip Z18. In die editie traden onder andere Carl Cox en Josh Wink op. Op editie Z20, in 2012, behoorden ook de Nederlanders Armin van Buuren en Tiësto tot de dj's van het festival.
In 2014 is editie Z22 van het festival, wegens de politieke situatie op de Krim, voor het eerst buiten Oekraïne gehouden. Het festival werd, ingekort tot 10 dagen, in dat jaar verplaatst naar Anaklia in Georgië. Wellicht was dat ook het laatste festival aan de Zwarte Zee. De organisatie houdt in 2015 een, kleinschalige, winter-editie in Cambodja (Z23) en heeft op de website aangekondigd de voortzetting van het zomerfestival, wegens het grote aanbod van zomerfestivals, te heroverwegen.